# Aire d'attraction de Pleslin-Trigavou
L'aire d'attraction de Pleslin-Trigavou est un zonage d'étude défini par l'Insee pour caractériser l’influence de la commune de Pleslin-Trigavou sur les communes environnantes.

## Définition
L'aire d'attraction d'une ville est composée d’un pôle, défini à partir de critères de population et d’emploi ainsi que d’une couronne constituée des communes dont au moins 15 % des actifs travaillent dans le pôle. Le pôle d’attraction constitue ainsi un point de convergence des déplacements domicile-travail,.

## Type et composition
L’aire d'attraction de Pleslin-Trigavou est une aire intra-départementale qui comporte 2 communes dans les Côtes-d'Armor. 
Elle est catégorisée dans les aires de moins de 50 000 habitants.
Dans la région, la population est relativement peu concentrée dans les pôles. Ainsi, moins d’un tiers de la population y vit contre plus de la moitié au niveau national. Ce n’est pas le cas pour l’aire d'attraction de Pleslin-Trigavou qui présente une population de 7 183 habitants localisés dans la région et dont le périmètre se confond avec le pôle.
En Bretagne, la population augmente de 0,6 % par an en moyenne entre 2007 et 2017 (+ 0,5 % en France). Pour l’aire de Pleslin-Trigavou, elle est de 1,3 %. Le nombre d’emplois présents dans l’aire d’attraction est de 1 721.

### Carte

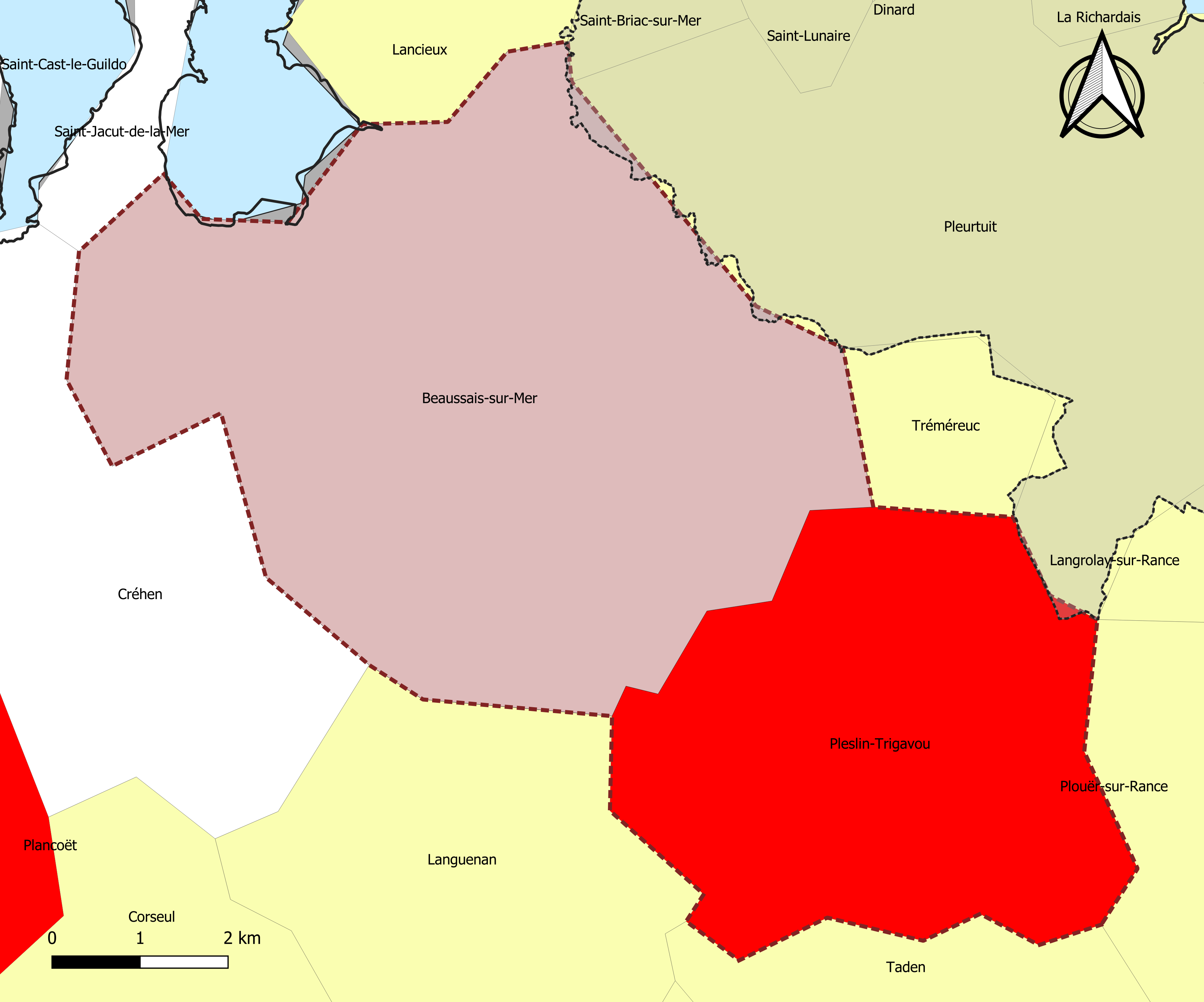
Carte de l'aire d'attraction de Pleslin-Trigavou.
Commune-centre
Commune du pôle principal

### Composition communale
| Nom                               | Code Insee | Département   | Statut                    | Superficie (km2) | Population (dernière pop. légale) | Densité (hab./km2) | Modifier                                    |
| --------------------------------- | ---------- | ------------- | ------------------------- | ---------------- | --------------------------------- | ------------------ | ------------------------------------------- |
| Pleslin-Trigavou (commune-centre) | 22190      | Côtes-d'Armor | commune-centre            | 21,80            | 4 043 (2022)                      | 185                | modifier les données · modifier les données |
| Beaussais-sur-Mer                 | 22209      | Côtes-d'Armor | commune du pôle principal | 41,65            | 4 379 (2022)                      | 105                | modifier les données · modifier les données |